# Alpine-Renault A521

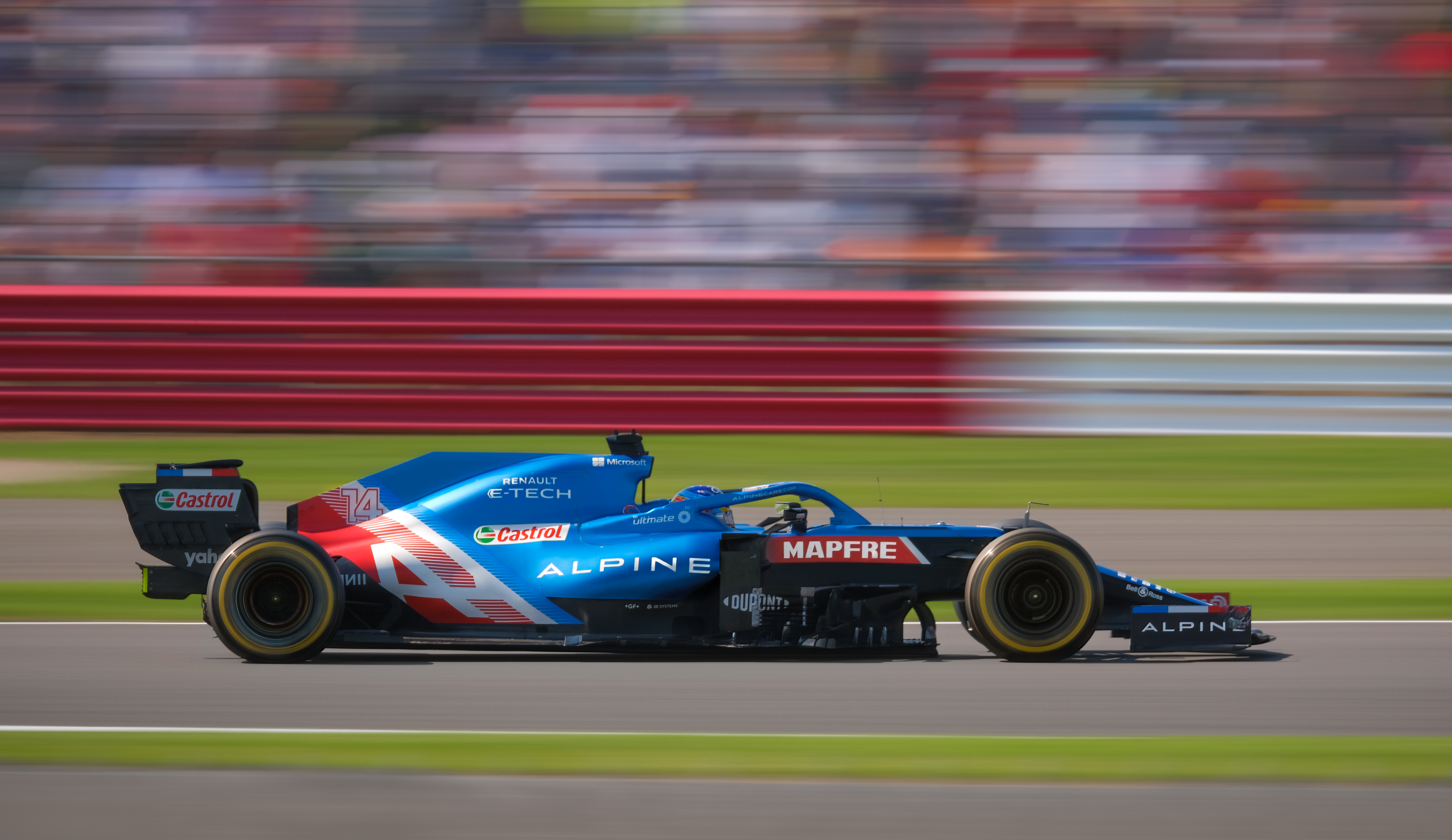
Alonso tijdens de GP van Groot-Brittannië.

De Alpine A521 is een Formule 1-auto die gebruikt werd door het Alpine F1 Team in het seizoen 2021.
Het Alpine F1 Team, dat voorheen het Renault F1 Team heette en eigendom is van het Franse autoconcern Groupe Renault, kreeg voor 2021 een nieuwe naam om het sportwagenmerk van Renault, Alpine, te promoten. Alpine F1 Team blijft dienen als het fabrieksteam van Renault. De A521 is de opvolger van de Renault R.S.20 en maakt gebruik van de Renault E-Tech hybride motor.

## Onthulling
Op 14 januari 2021 werd de nieuwe identiteit van het Alpine F1 Team gelanceerd en de A521 aangekondigd. Hierbij werd de tijdelijke kleurstelling nog op een R.S.20 van seizoen 2020 getoond. Op 2 maart werd de definitieve auto en bijbehorende kleurstelling gepresenteerd.
De A521 is de eerste model van Alpine dat officieel deelneemt aan het wereldkampioenschap Formule 1, nadat het merk uit Dieppe eerder slechts één prototype heeft gemaakt, de Alpine A500 uit 1975. De naam A521 is ook een referentie naar de A500 in combinatie met 21, naar het jaar van het debuut van het merk in de Formule 1.
De A521 werd gereden door de Spanjaard Fernando Alonso, die na twee seizoenen afwezig te zijn geweest terugkeerde in de Formule 1, en de Fransman Esteban Ocon.

## Resultaten
| Kleur  | Resultaat                              |
| ------ | -------------------------------------- |
| Goud   | Winnaar                                |
| Zilver | Tweede plaats                          |
| Brons  | Derde plaats                           |
| Groen  | Gefinisht (punten behaald)             |
| Blauw  | Gefinisht (geen punten behaald)        |
| Blauw  | Niet geklasseerd (NC)                  |
| Paars  | Uitgevallen (DNF)                      |
| Rood   | Niet gekwalificeerd (DNQ)              |
| Zwart  | Gediskwalificeerd (DSQ)                |
| Wit    | Niet gestart (DNS)                     |
| Blanco | Gewond (INJ)                           |
| Blanco | Uitgesloten (EX)                       |
| Blanco | Teruggetrokken (WD) / Niet deelgenomen |
| P      | Poleposition                           |
| S      | Snelste ronde                          |

| Jaar | Chassis | Motor              | Banden | Coureurs        | 1   | 2   | 3   | 4   | 5   | 6   | 7   | 8   | 9   | 10  | 11  | 12   | 13  | 14  | 15  | 16  | 17  | 18  | 19  | 20  | 21  | 22  | Punten | WK-plaats |
| ---- | ------- | ------------------ | ------ | --------------- | --- | --- | --- | --- | --- | --- | --- | --- | --- | --- | --- | ---- | --- | --- | --- | --- | --- | --- | --- | --- | --- | --- | ------ | --------- |
| 2021 | A521    | Renault E-Tech 20B | P      |                 | BHR | EMI | POR | SPA | MON | AZE | FRA | STI | OOS | GBR | HON | BEL‡ | NED | ITA | RUS | TUR | VST | MXS | SAP | QAT | SAR | ABU | 155    | 5e        |
| 2021 | A521    | Renault E-Tech 20B | P      | Fernando Alonso | DNF | 10  | 8   | 17  | 13  | 6   | 8   | 9   | 10  | 7   | 4   | 11   | 6   | 8   | 6   | 16  | DNF | 9   | 9   | 3   | 13  | 8   | 155    | 5e        |
| 2021 | A521    | Renault E-Tech 20B | P      | Esteban Ocon    | 13  | 9   | 7   | 9   | 9   | DNF | 14  | 14  | DNF | 9   | 1   | 7    | 9   | 10  | 14  | 10  | DNF | 13  | 8   | 5   | 4   | 9   | 155    | 5e        |

- ‡ Halve punten werden toegekend tijdens de GP van België omdat er minder dan 75% van de wedstrijd was afgelegd door hevige regenval.